# Tarbock
Tarbock är en ort i distriktet Knowsley, Storbritannien. Den ligger i grevskapet Merseyside och riksdelen England, i den centrala delen av landet, 270 km nordväst om huvudstaden London. Civil parish hade 2 392 invånare år 2011. Byn nämndes i Domedagsboken (Domesday Book) år 1086, och kallades då Torboc.